# Saving All My Love for You
Singles de Whitney Houston
All at Once
(1985) Thinking About You
(1985)
Saving All My Love for You est une chanson américaine, composée par Michael Masser sur des paroles de Gerry Goffin, enregistrée pour la première fois par Marilyn McCoo et Billy Davis Jr en 1978. 
La chanson est notamment reprise en 1985 par Whitney Houston pour son premier album. Sa version est sortie le 13 août 1985 par Arista Records et devient un succès en se classant à la fois no 1 aux classements Billboard Hot 100, Adult Contemporary et Hot Black Singles aux États-Unis ainsi qu'en Irlande et au Royaume-Uni. Succès international, le single devient disque de platine aux États-Unis (1 million d'unités vendues) et disque d'or au Royaume-Uni.

## Contexte et sortie
Saving All My Love for You est une chanson composée par Michael Masser (en) sur des paroles écrites par Gerry Goffin dans les années 1970 et enregistrée à l'origine par Marilyn McCoo (en) et Billy Davis Jr (en) sur leur album Marilyn and Billy de 1978. Des années plus tard, Michael Masser aperçoit Whitney Houston pour la première fois lorsqu'il se rend au club Sweetwater de New York, à l'invitation de Clive Davis, alors président d'Arista Records, et elle y chante l'une de ses chansons, The Greatest Love of All. Après sa prestation, la chanteuse dit à Michael Masser que cette chanson était l'une de ses préférées et plus tard, Masser est choisi par Arista pour produire quelques titres pour le premier album éponyme de Whitney Houston. Après avoir obtenu de Whitney Houston la bonne interprétation, émotionnellement vulnérable, le producteur lui assure que la chanson deviendra « une chanson de femme », c'est-à-dire que les femmes ressentiraient une affinité particulière pour la chanson.
Après le succès de son précédent single aux États-Unis, You Give Good Love, la maison de disques ne pensait pas initialement à sortir Saving All My Love for You comme prochain single. Lorsque Michael Masser apprend qu'un autre single que la chanson est envisagé, il fait un pari amical avec Clive Davis lors d'une prestation de la chanson par Whitney Houston au Roxy Theatre à Los Angeles. Il propose que si toutes les femmes se lèvent lorsque Houston chante Saving All My Love for You, alors Davis doit accepter que ce soit le prochain single. Finalement, la chanson est sortie en tant que troisième single aux États-Unis et quatrième single de l'album au total.

## Composition et thème

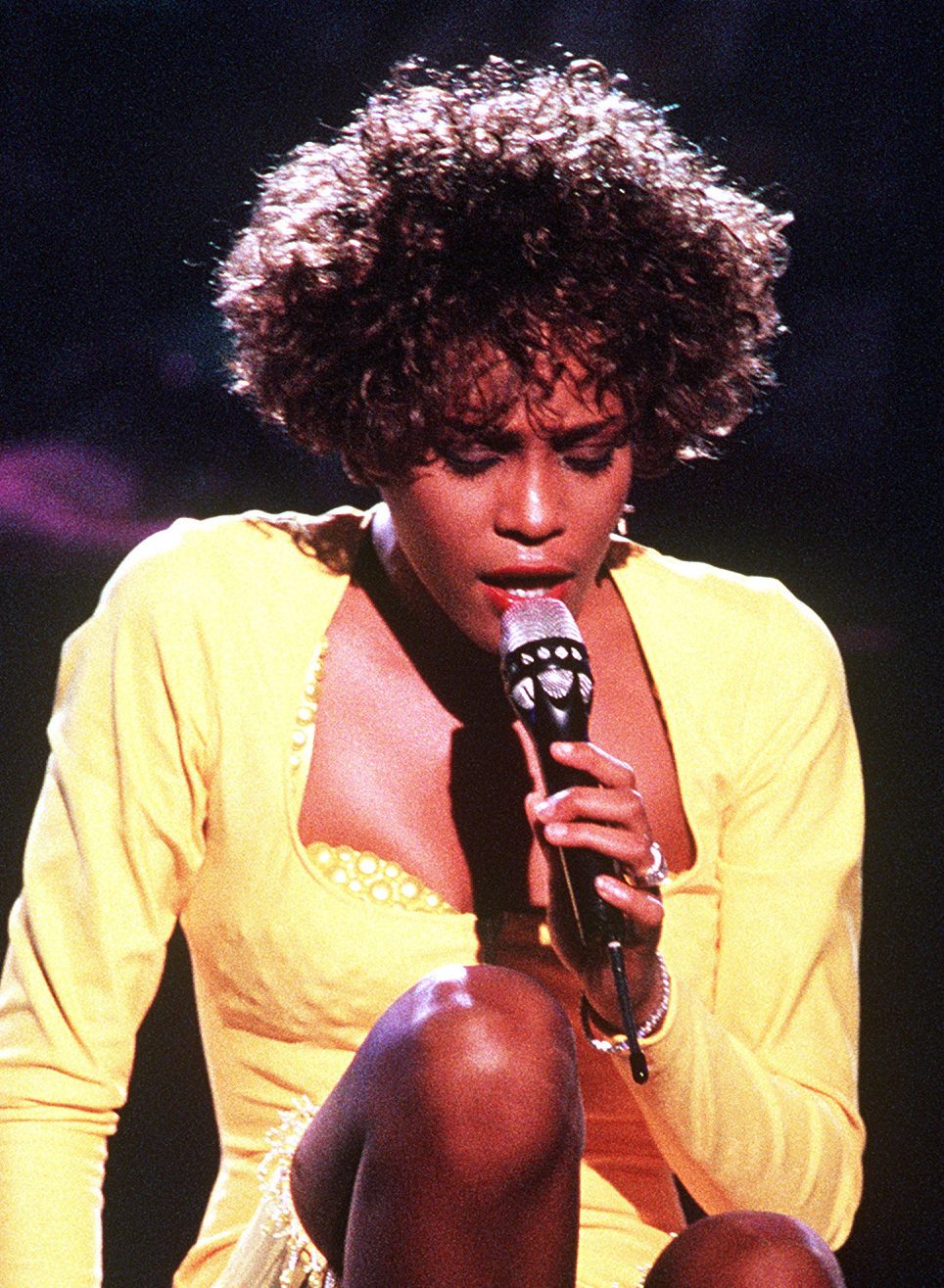
Whitney Houston en train d'interpréter la chanson lors du concert Welcome Home Heroes with Whitney Houston en 1991.

C'est une chanson soul et R&B, composée dans la tonalité de la majeur. La tessiture vocale de Whitney Houston sur la chanson s'étend du fa♯3 grave au fa♯5 aigu. La chanson comporte des passages au saxophone de Tom Scott et les paroles décrivent les pensées d'une jeune femme qui se prépare à l'arrivée de son amant marié. Pour Whitney Houston, l'homme marié dans le titre se réfère à Jermaine Jackson avec qui elle a eu une liaison à la même époque.

### Controverse
La chanson a provoqué une controverse en raison de son thème, celui d'une liaison avec un homme marié. La mère de Whitney Houston, Cissy Houston, n'a pas apprécié le scénario décrit dans les paroles, affirmant que le message de la chanson donnerait une mauvaise image de sa fille. Cependant, Whitney Houston elle-même avoua : « Je vivais une terrible histoire d'amour [avec Jermaine Jackson]. Il était marié, et cela ne marchera jamais pour personne. Jamais, d'aucune façon ».

## Vidéoclip
Le clip de Saving All My Love for You a été réalisé par Stuart Orme et a été tourné à Londres, où Whitney Houston faisait une tournée promotionnelle. Son récit suit le thème de la chanson : le personnage de Whitney est une chanteuse qui a une relation avec son producteur marié, interprété par l'acteur américain Ricco Ross. À la fin, il retourne auprès de sa femme et de sa famille, la laissant seule marcher dans les rues lors d'une froide nuit.
Au moment de sa sortie, le thème de l'adultère abordé dans le clip suscite une vive controverse dans les médias, notamment aux États-Unis, ce qui amène Houston à insister : « Je ne me verrais jamais dans cette position. Je ne me contenterais pas de prendre tout ce que quelqu'un veut me donner, surtout si je lui donne beaucoup et que je ne reçois pas grand-chose en retour. Je ne pourrais jamais me retrouver dans cette situation, mais quelqu'un d'autre pourrait le faire. La vidéo raconte une histoire, mais ce n'est en aucun cas la mienne ». Il s'agit également du premier clip de Houston à être diffusé sur la chaîne américaine MTV, la chaîne ayant d'abord rejeté son précédent clip pour You Give Good Love parce qu'il était « trop R&B », mais diffuse le clip de Saving All My Love for You parce que la chanson est trop populaire pour être ignorée. Malgré la controverse, le clip remporte le prix de la meilleure vidéo Soul/R&B aux American Music Awards de 1986.

## Récompenses
En 1986, Whitney Houston obtient son premier Grammy Award de la meilleure chanteuse pop grâce à Saving All My Love for You et elle remporte également l'American Music Award de la meilleure vidéo Soul/R&B pour le clip de la chanson.

## Liste des pistes
| A. | Saving All My Love for You | - Michael Masser - Gerry Goffin | 3:46 |
| B. | All at Once                | - Masser - Jeffrey Osborne      | 4:26 |

| A. | Saving All My Love for You                              | - Masser - Goffin                  | 3:57 |
| B. | Nobody Loves Me Like You Do (duo avec Jermaine Jackson) | - James P. Dunne - Pamela Phillips | 3:46 |

## Personnel
- Michael Masser, Gerry Goffin — auteur-compositeur
- Whitney Houston — chant
- Dan Huff, Louis Shelton, Paul Jackson, Jr. — guitare
- Nathan East — guitare basse
- Robbie Buchanan — Fender Rhodes
- Deborah Thomas, Oren Waters, Maxine Waters Willard, Julia Waters Tillman — chœurs
- Tom Scott — solo de saxophone
- John Robinson — batterie
- Michael Masser — producteur
- Gene Page — arrangeur
- Bill Schnee — mixage
- Michael Mancini, Russell Schmitt — ingénieurs du son

## Classements et certifications
| Classement (1985–86)                 | Meilleure position |
| ------------------------------------ | ------------------ |
| Allemagne de l'Ouest (Media Control) | 18                 |
| Australie (Kent Music Report)        | 20                 |
| Autriche (Ö3 Austria Top 40)         | 12                 |
| Canada (Top Singles)                 | 8                  |
| Canada (Adult Contemporary Tracks)   | 1                  |
| États-Unis (Hot 100)                 | 1                  |
| États-Unis (Hot Black Singles)       | 1                  |
| États-Unis (Adult Contemporary)      | 1                  |
| Europe (European Hot 100 Singles)    | 6                  |
| France (SNEP)                        | 11                 |
| Irlande (IRMA)                       | 1                  |
| Islande (RÚV)                        | 8                  |
| Norvège (VG-lista)                   | 10                 |
| Nouvelle-Zélande (RMNZ)              | 5                  |
| Pays-Bas (Nederlandse Top 40)        | 12                 |
| Pays-Bas (Nationale Hitparade)       | 16                 |
| Royaume-Uni (UK Singles Chart)       | 1                  |
| Suisse (Schweizer Hitparade)         | 5                  |

| Classement (2012)              | Meilleure position |
| ------------------------------ | ------------------ |
| Australie (ARIA)               | 90                 |
| Corée du Sud (Gaon)            | 74                 |
| États-Unis (Digital Songs)     | 49                 |
| France (SNEP)                  | 39                 |
| Japon (Japan Hot 100)          | 20                 |
| Pays-Bas (Nederlandse Top 40)  | 62                 |
| Royaume-Uni (UK Singles Chart) | 59                 |
| Suisse (Schweizer Hitparade)   | 54                 |

| Classement (1985)                 | Position |
| --------------------------------- | -------- |
| Australie (ARIA)                  | 123      |
| Canada (Top Singles)              | 72       |
| États-Unis (Hot 100)              | 23       |
| États-Unis (Hot Black Singles)    | 5        |
| États-Unis (Adult Contemporary)   | 16       |
| Europe (European Hot 100 Singles) | 26       |
| Royaume-Uni (OCC)                 | 17       |

| Classement (1986)                 | Position |
| --------------------------------- | -------- |
| Europe (European Hot 100 Singles) | 30       |
| France (SNEP)                     | 82       |
| Suisse (Schweizer Hitparade)      | 28       |

| Région                                | Certification | Ventes/Streams |
| ------------------------------------- | ------------- | -------------- |
| États-Unis (RIAA)                     | Platine       | 1 000 000^     |
| Royaume-Uni (BPI)                     | Or            | 500 000^       |
| ^Mise en rayon selon la certification |               |                |

## Dans la culture populaire
- Dans l'épisode 17 de la saison 3 de Glee intitulé « On a toujours besoin de quelqu'un » (Titre original : Dance with Somebody). Elle est interprétée par Joe (Samuel Larsen) et Quinn (Dianna Agron)[53].

## Reprises
La chanson a été reprise par de nombreux artistes, comme :
- Céline Dion en 1986, à Montréal, pour la chaîne Télé-Métropole. Elle sera chantée a cappella par la même artiste durant le Live Grammy Salute To Whitney Houston en 2012.